# エンリケ (ポルトゥカーレ伯)
エンリケ・デ・ボルゴーニャ（ポルトガル語: Henrique de Borgonha, 1066年 - 1112年5月12日）はフランス出身のポルトゥカーレ伯爵（在位：1093年 - 1112年）。フランス語名はアンリ・ド・ブルゴーニュ（フランス語: Henri de Bourgogne）。ポルトガルの最初の王家であるボルゴーニャ家の祖。

## 生涯
ブルゴーニュ公子アンリの五男として生まれる。ブルゴーニュ公ユーグ1世、ウード1世は兄にあたる。また、カスティーリャ＝レオン王アルフォンソ6世の2番目の王妃で女王ウラカの母であるコンスタンサ・デ・ボルゴーニャは叔母にあたる。
末子であったため、相続によって得られる権利はわずかだった。そこでアルフォンソ6世の援軍要請に応じてレコンキスタに参加することとなり、イスラム教勢力と戦って現在のガリシアとポルトガル北部にあたる地域の獲得に貢献した。アンリは1093年に褒賞としてアルフォンソ6世の庶子（従妹ウラカの異母姉妹）テレサと結婚、ポルトゥカーレの領地と伯爵位を与えられた。この土地は相婿（ウラカの夫）のレーモンがアルフォンソ6世に与えられていたが、代わってアンリの物となった。

## 子女
テレサとの間には3男3女をもうけたが、成人した男子は1人であった。その息子が後の初代ポルトガル王アフォンソである。